# Rebelión de Mito
La Rebelión de Mito (水戸幕末争乱 Mito bakumatsu sōran?), también llamada Insurrección de Kantō o la Rebelión de Tengu (天狗党の乱 tengutō no ran?), fue una guerra civil que ocurrió en el área del Dominio Mito en Japón entre mayo de 1864 y enero de 1865. En la rebelión surgieron levantamientos y acciones terroristas en contra del poder central del shogunato Tokugawa, en apoyo a la política Sonnō jōi («Reverenciar al Emperador, expulsar a los bárbaros»).
El 17 de junio de 1864 fue enviada una fuerza de paz del shogunato a Tsukuba, compuesta por 700 soldados de Mito liderados por Ichikawa, con de 3 a 5 cañones y al menos 200 armas de fuego, y por un contingente del Bakufu de 3,000 soldados con cerca de 600 armas de fuego y varios cañones.
A medida que el conflicto se intensificaba, el 10 de octubre de 1864 en Nakaminato, la fuerza del shogunato de 6,700 hombres fue derrotada por 2,000 insurgentes, mientras otras derrotas le siguieron.
Sin embargo los insurgentes se debilitaban, disminuyéndose a cerca de 1,000 efectivos en diciembre de 1864 mientras enfrentaban una nueva fuerza liderada por Tokugawa Yoshinobu, la cual contaba con cerca de 10,000 soldados, forzando a los insurgentes a rendirse.
El levantamiento terminó con 1,300 muertes en el lado de los rebeldes, incluyendo 353 ejecuciones, y cerca de 100 soldados murieron en cautiverio.